# Reign
Reign è una serie televisiva statunitense trasmessa sulla rete televisiva via cavo The CW dal 17 ottobre 2013 al 16 giugno 2017.
Incentrata sulla giovinezza di Maria Stuarda, è ambientata nella Francia del 1557. I protagonisti sono interpretati da attori australiani, canadesi e inglesi, mentre la maggior parte delle riprese ha luogo tra Canada e Irlanda.
In Italia la prima stagione viene trasmessa in chiaro su Rai 2 dal 14 giugno 2014. Viene trasmessa nuovamente su Rai 4, dal 28 settembre 2015, seguita dalla seconda stagione, trasmessa per la prima volta in Italia.
L'8 dicembre 2016 il canale statunitense annuncia la cancellazione della serie: la quarta stagione sarà quindi l'ultima.

## Trama
(Prologo di apertura dall'episodio 2-11 della prima stagione)
La serie parla della giovane Maria Stuarda e delle sue dame di compagnia, il fidanzamento fra Mary e Francesco viene formalizzato per rafforzare l'alleanza politico/militare tra Francia e Scozia. Ma la partita non è conclusa. I problemi si confondono fra politica, religione e affari di cuore. Il Principe Francesco è attratto dalla determinata e carismatica Mary, ma come la maggior parte dei giovani, è restio all'idea di sistemarsi in matrimonio, soprattutto avendo già in corso una relazione sentimentale con una dama di corte. E il suo punto di vista sull'importanza e l'utilità di una alleanza con la Scozia cambia. Eppure, un legame tra Mary e Francesco si accende.
A complicare ulteriormente le cose è la presenza di Bash, il giovane e affascinante fratellastro di Francesco. Nonostante la sua nascita illegittima, Bash è il preferito di suo padre, il Re Enrico II. Anche se è fin troppo consapevole del fatto che Francesco è l'erede al trono e promesso sposo di Mary, Bash sviluppa ben presto dei sentimenti per quest'ultima. Nessuno degli intrighi di corte passa inosservato alla regina Caterina de' Medici, madre di Francesco. Come guida in questo labirinto di intrighi, la regina si rivolge al suo consulente di fiducia, il veggente Nostradamus. Quest'ultimo la terrorizza con una profezia, secondo cui il matrimonio con Mary porterà Francesco alla morte. Caterina è determinata a salvare suo figlio, a qualunque costo. Fra intrighi di corte e tentativi di sabotaggio, Mary ha il sostegno delle sue più fidate amiche, nonché dame di corte: Greer, Kenna, Lola e Aylee. Pronta a governare il nuovo regno e bilanciare le esigenze del suo paese con quelle del suo cuore, Mary si prepara a combattere i propri nemici a corte.

## Personaggi e interpreti

### Personaggi principali
- Maria Stuart (stagioni 1-4), interpretata da Adelaide Kane.
Regina di Scozia sin da quando era una neonata, arriva alla corte di Francia ricongiungendosi alle sue più care amiche e dame di compagnie, per sposare Francesco, a cui era promessa sposa. Lei e Bash avranno una relazione nella prima stagione e per la prima volta riesce a sentirsi libera, la loro storia terminerà poiché Nostradamus vede una profezia diversa (cosa che poi cambierà). Dopo la morte di Enrico, Francesco e Maria diventano sovrani di Francia e Scozia. È una regina intelligente e coraggiosa, ama il suo paese e il suo popolo. Ama fortemente Francesco, nonostante le tante crisi che i due affrontano, ma non riesce ad avere figli con lui. Maria più volte mostra la sua indole forte, altruista e disponibile, come quando perdona il tradimento di Francesco con Lola, sua dama e amica che inoltre rimane incinta. Durante un attentato al castello da parte di alcuni protestanti, viene violentata da alcuni uomini che entrano in camera sua per uccidere Francesco. Questo evento la fa allontanare prepotentemente dal marito, di cui teme il contatto fisico. Si lega brevemente a Luigi di Condè, intrecciando con lui una relazione, cosa per niente gradita da Caterina e dal marito, ma poi le sue divergenze con Francesco si risolvono. Dopo la traumatica morte dell'amato marito, ucciso sotto i suoi stessi occhi, Maria riesce a farsi forza e torna in Scozia assieme a Bash, che fino ad allora è stata sotto la reggenza del suo fratellastro Giacomo, al quale lei è molto affezionata e legata, per reclamare il suo trono e competere con quello inglese. Lì, a causa delle sempre più forti pressioni dei protestanti inglesi e fitti intrighi politici chiede aiuto alla cugina Elisabetta, sua acerrima nemica, che la terrà prigioniera per 21 anni a causa di un'accusa di omicidio e poi ordinerà la sua esecuzione. Il suo unico rimpianto sarà quello di non poter vedere il suo amato figlio diventare un uomo.
- Caterina de' Medici (stagioni 1-4), interpretata da Megan Follows.
Madre di Francesco e regina di Francia nella prima stagione. È una donna subdola, scaltra ed astuta, senza scrupoli e sembra non sopportare Maria, anche se in più di un’occasione protegge e salva lei e le sue dame. È sempre disposta a fare qualsiasi cosa pur di proteggere i suoi figli, Francesco, Claudia, Carlo, Enrico, Leesa e Margot, anche sporcarsi le mani. È molto brava nel manipolare ed avvelenare le persone. Ha avuto anche due gemelle, Giovanna e Vittoria, morte a pochi mesi di nascita a causa di Diane de Poitier e un maschio, Louis morto in giovane età per una malattia. Quando Maria subisce una violenza carnale, Caterina si dimostra pronta a sostenerla e a incoraggiarla. Dopo la morte di Francesco, lega moltissimo con sua nuora Maria, e le due regine diventano amiche e alleate.
- Sebastian "Bash" de Poitiers (stagioni 1-3), interpretato da Torrance Coombs.
Figlio bastardo di re Enrico e della sua favorita, Diana di Poitiers. Vuole molto bene al fratellastro Francesco, e farebbe qualsiasi cosa per lui . Si innamorerà di Maria e avranno una breve relazione, suscitando la gelosia del fratellastro. È un ragazzo gentile e disponibile, sarebbe disposto a dare la sua vita persino per uno sconosciuto, se fosse per una giusta causa. Dopo che Diana cerca di farlo legittimare così che possa prendere il posto di Francesco, diventa per Enrico ‘scomodo’ e per questo lo obbliga a sposare Lady Kenna, la loro relazione sarà messa a dura prova dalle ambizioni di Kenna, ella lascerà la corte a termine della seconda stagione (scoprendo di aspettare un figlio di un altro) Quando il fratellastro sale al trono, viene nominato vice re. Segue Maria in Scozia per proteggerla poiché ancora dopo tanto tempo innamorato di lei, quando la nave di Maria naufraga in Scozia, lui viene salvato dai druidi e acquisisce capacità mistiche come quelle di Nostradamus. Manda un uomo per avvertire Maria della sua profezia.
- Francesco II di Valois (stagioni 1-3), interpretato da Toby Regbo.
Delfino di Francia, promesso sposo di Maria. Inizialmente è restio all’idea di sposarsi, ma poi si innamora profondamente e sinceramente di Maria. Diventa re di Francia subito dopo la morte del padre e prende fin da subito molto seriamente il ruolo e la responsabilità che gli sono stati affidati. È molto legato al suo fratellastro Bash, più vecchio di lui di pochi anni, ma anche alla sorella Claudia e al fratello minore Carlo. Di indole forte, gentile e premurosa, farebbe qualsiasi cosa per il prossimo, la sua nazione e soprattutto per Maria, tant'è che accetta durante un periodo di profonda crisi nella coppia reale, la sua relazione con Condé seppur la cosa lo faccia soffrire tanto. Quando le divergenze con Maria si risolvono, i due ritornano più uniti e affiatati di prima. All'inizio della terza stagione l'infezione all'orecchio raggiunge il cervello e muore, ma Delphine riesce a salvarlo. Ma la grande gioia di essersi ritrovati viene distrutta poco tempo dopo, quando a causa di un attacco di un clan scozzese oppositore al regno di Maria, Francesco viene aggredito e muore per proteggerla, facendo avverare la profezia di Nostradamus e lasciando sua madre, i fratelli e soprattutto Maria in un profondo lutto e dolore. Sarà infine proprio Maria a vendicare con determinazione e coraggio la morte dell'amato. Subito dopo l'esecuzione di Maria, le anime di quest'ultima e di Francesco si riuniscono e dopo tanto tempo possono finalmente rimanere insieme.
- Lady Greer Norwood (stagioni 1-4), interpretata da Celina Sinden.
Dama e fedele amica di Maria. Arrivata alla corte di Francia si innamorerà di Leith, un garzone del castello. Nonostante il grande amore che provano l’uno per l’altra, Greer sa che non potrà sposarlo e sposa Lord Castleroy, un ricco proprietario terriero molto più anziano di lei. Quando si scopre che Lord Castleroy ha finanziato, seppur inconsapevolmente, un attentato alla corte di Francia da parte dei protestanti, viene bandita dal castello. Intraprende una relazione con Leith, ora capitano delle guardie reali. Al seguito del ritorno di Maria in Scozia, Greer la segue e la sua regina scopre che lei è incinta e il padre è un pirata. Inizialmente si riconcilia col marito, che Maria aveva fatto uscire di prigione, ma viene da lui lasciata quando si innamora di un'altra donna. Rimasta con la figlia Rose alla corte scozzese, comincia a provare dei sentimenti per Giacomo, fratello di Maria, che ricambia il suo interesse. Rimarrà sempre al fianco della sua regina e grande amica.
- Lady Lola (stagioni 1-3), interpretata da Anna Popplewell.
Dama ed amica di Maria. Sposa Lord Julien, un ricco lord francese che morirà durante un incendio. Durante un periodo di crisi tra Maria e Francesco, si recherà a Parigi dove incontrerà il Delfino. Avrà un figlio illegittimo da lui,  riuscendo comunque ad ottenere il perdono di Maria e mantenendo con la giovane sovrana un forte legame. Resterà sempre grande amica e consigliera di Maria e Francesco. Alla fine della seconda stagione si innamora, ricambiata, e sposa Lord Narcisse un ricco ma crudele uomo che conosce a castello, il quale all’inizi della quarta stagione ne vendicherà la morte avvenuta per ordine della regina Elisabetta I Durante la terza stagione la sua famiglia viene presa in ostaggio, e Lola si recherà alla corte della regina Elisabetta, nemica di Maria, come riscatto. Durante il suo soggiorno nella corte di Elisabetta, diviene sua amica e confidente, ma in cuor suo Lola rimane fermamente fedele alla sua sovrana nonché amica Maria. Alla fine, a causa di un imbroglio di John Knox, viene giustiziata per ordine di Elisabetta davanti proprio a lord Narcisse e al quale poco prima di morire, la ragazza affiderà in lacrime il suo amatissimo figlio, chiedendogli di proteggerlo e di ricordargli sempre che sua madre lo amava.
- Lady Kenna (stagioni 1-2), interpretata da Caitlin Stasey.
Dama e amica di Maria. Diventa immediatamente una delle favorite di re Enrico, il quale poi inizia a stancarsene e vista la sua posizione scomoda a corte, la fa sposare con Bash e la ragazza è costretta ad ubbidire al suo volere nonostante le sue suppliche. Dopo qualche tempo, si innamora sul serio di suo marito e si prende cura di un bambino orfano, Pascal. Successivamente, è attratta dal re di Navarra e finisce per tradire Bash con un generale di cui rimane incinta. Quando l'uomo viene giustiziato per alto tradimento, lei prova a tornare con Bash, ma il giovane quando scopre la sua gravidanza e la sua macchinazione che lo coinvolgeva per non macchiare la sua reputazione, deluso e ferito, la manda via costringendola a separarsi seppur a malincuore dalle sue amiche, dalla corte e dal marito. Kenna è una ragazza impulsiva, incredibilmente ambiziosa e dallo spirito libero e sa essere molto accattivante e seduttiva. Sebbene sembri una persona superficiale e vanitosa, in realtà Kenna si preoccupa molto per le persone a lei care ed è sempre pronta ad aiutarli.
- Enrico II di Valois (stagione 1, guest stagione 2), interpretato da Alan Van Sprang.
Re di Francia,  marito infedele di Caterina e padre dei suoi figli. Intrattiene all'inizio una relazione sessuale con Kenna, dama di Maria, ma rimane legato alla sua amante favorita nonché madre di Bash. Sarà lui a costringere Bash e Kenna a sposarsi, in presenza di Maria e Francesco nonostante le suppliche di Kenna. È presentato come un uomo piuttosto subdolo, ambiguo e manipolatore che cerca di obbligare Maria a dichiararsi erede al trono di Inghilterra, pur di avere il controllo sul paese. Diventa sempre più folle, fino a venire ucciso da Francesco (che si è mascherato) durante un torneo. Torna nella seconda stagione come allucinazione di Caterina e tenta di spingerla ad uccidere la figlia Claudia e se stessa.
- Lady Aylee (stagione 1), interpretata da Jenessa Grant.
Dama e amica di Maria, muore avvelenata poco dopo l’arrivo alla corte di Francia.
- Leith Bayard (stagione 1 ricorrente, stagioni 2-3, guest stagione 4), interpretato da Jonathan Keltz.
È un garzone del castello che ha una relazione con Lady Greer. Dopo che la relazione è stata scoperta, viene obbligato ad arruolarsi nell’esercito e partecipa alla battaglia di Calais, sotto il comando di Francesco, con cui collabora. Viene dunque nominato capitano delle guardie reali. Una volta che Greer viene cacciata dalla corte e perde tutti i suoi averi, intraprende una relazione con lei. Si innamorerà poi della principessa Claudia, ma, ferito in battaglia , è costretto ad allontanarsi dal castello e, al suo ritorno, scopre che Claudia ha sposato il figlio di Lord Narcisse.
- Lord Stéphane Narcisse (stagioni 2-4), interpretato da Craig Parker.
Ricco e potente feudatario francese. Scopre che Francesco ha ucciso re Enrico e in tal modo lo minaccia e lo ricatta. Francesco riesce però a ricattarlo a sua volta e gli toglie tutti i suoi averi, costringendolo ad obbedirgli. Diventa dunque consigliere del re e di Caterina. Sposa lady Lola, che ama davvero. Durante il dominio di Carlo diventa brevemente il reggente, al posto di Caterina, poi andrà in Scozia per salvare Lola ma dovrà assistere impotente e con orrore alla sua esecuzione. Tornato alla corte francese diventa lord cancelliere. Alla fine riuscirà a vendicare la morte dell'amata Lola. Prova da sempre un grande odio e una profonda avversione, ricambiati, verso Maria, poiché la vede come colei che ha rovinato il suo matrimonio e che ha mandato a morte suo figlio all'inizio della seconda stagione.
- Claudia di Valois (stagioni 2-4), interpretata da Rose Williams.
Principessa di Francia. È presentata come una ragazza bella ma sfacciata, arrogante e disinibita. Il suo carattere la pone in conflitto con la madre, a cui però vuole bene. Nella terza stagione si innamora di Leith, e i due sono decisi a sposarsi ma Leesa, dopo la presunta morte di Leith, la costringe a sposarsi con il figlio di Narcisse.
- Luigi I di Borbone-Condé (stagione 2), interpretato da Sean Teale.
Principe di Navarra, giunge a corte dopo aver salvato Francesco e Lady Lola dalla peste. Qui diventa consigliere e amico del cugino Francesco e di Maria, innamorandosi di quest’ultima con cui ha una breve relazione.
- Elisabetta I (stagione 2 guest, stagioni 3-4), interpretata da Rachel Skarsten.
Sovrana d'Inghilterra e cugina di Maria, tenta in tutti i modi di eguagliare la grandezza di suo padre Enrico VIII. Ha una relazione con Lord Dudley e nella quarta stagione con Lord Blackburn. Diventerà amica e confidente di Lady Lola. Alla fine ordinerà l'esecuzione della cugina Maria.
- Robert Dudley (stagioni 3),interpretato da Charlie Carrick.
Primo amante e vero amore della regina Elisabetta, è considerato il colpevole della morte di sua moglie Amy. Una volta vedovo, non può ancora sposare Elisabetta, perciò prende in moglie Laetitia Knollys, una parente di lei.
- Gideon Blackburn (stagioni 3-4), interpretato da Ben Geurens.
Amante prima di Maria e poi di Elisabetta, è deciso a rimanere con Elisabetta per sempre, fino alla sua morte.
- Carlo di Francia (stagioni 1 e 3 ricorrente, stagione 4), interpretato da Peter DaCunha (stagione 1) e Spencer MacPherson (stagioni 3-4)
Fratello minore di Francesco, diventa il sovrano di Francia dopo la sua morte. Nella quarta stagione, dopo un tragico evento, si converte al protestantesimo scatenando l'ira di sua sorella Leesa, regina consorte di Spagna. Si riconvertirà poi al cattolicesimo. È un giovane debole e facilmente influenzabile ; nella terza stagione sembra molto affezionato a suo fratello Francesco. Nella quarta stagione si innamora della contadina Nicole, con la quale vorrebbe sposarsi.
- John Knox (stagione 3 ricorrente, stagione 4), interpretato da Jonathan Goad.
Reverendo protestante, considera le donne delle peccatrici e non degne a governare. Osteggia sia Elisabetta che Maria.
- Giacomo Stuart (stagione 3 guest, stagione 4), interpretato da Dan Jeannotte.
Fratellastro di Maria e suo fidato consigliere, rimane il reggente di Scozia dalla morte di Maria di Guisa fino all'arrivo di Maria in Scozia. È estremamente fedele e protettivo nei confronti della sorella e, per dimostrarglielo, sarebbe disposto a fare qualsiasi cosa. Su suo ordine, infatti, si lega a Emily Knox, pur essendo attratto da Greer. Dato il suo forte senso di protezione verso Maria, non approva le sue nozze con Darnely, ritenendolo non all'altezza della giovane regina. Pur di salvare Maria, si fa da lei esiliare, ma ritorna dopo il rapimento del figlio della sorella. Sarà proprio lui a ritrovare il bambino, che per questo motivo verrà chiamato Giacomo. All'arresto di Maria, si prenderà cura del nipote che porta il suo nome, crescendolo come un figlio.
- Lord Darnley (stagione 4), interpretato da Will Kemp.
Secondo marito di Maria e padre di suo figlio, è un uomo col vizio del gioco e dell'alcol. Innamorato di un'altra donna, considererà Maria colpevole della sua morte. Ambisce ad ottenere la corona matrimoniale e complotterà con Knox contro la sua regina. Maria ordirà un complotto riuscito per farlo uccidere.

### Personaggi ricorrenti
- Nostradamus (stagioni 1-3), interpretato da Rossif Sutherland.
Consigliere di Caterina. Veggente e curatore, prevede che il matrimonio di Francesco e Maria porterà il figlio primogenito di Caterina alla morte. Nella prima stagione, si lega sentimentalmente a Lady Olivia.
- Maria di Guisa (stagioni 1-3), interpretata da Amy Brenneman.
Madre di Maria e sua reggente in Scozia, le fa spesso pressione perché abbia dei figli con Francesco.
- Lord Aloysius Castleroy (stagioni 1-2, guest stagioni 3-4), interpretato da Michael Therriault.
Ricco lord, chiede la mano di Greer, conoscendo i problemi economici della famiglia della ragazza. È protestante e finanzia un attentato a Francesco, credendo di finanziare una scuola. È costretto ad andarsene per evitare la morte. Ha una passione per il pepe. Alla fine lascia la moglie perché si innamora di un'altra donna.
- Diana di Poitiers (stagione 1, guest stagione 2), interpretata da Anna Walton.
Madre di Bash e favorita di Enrico. È subdola e crudele, cerca di far legittimare il figlio in modo che possa prendere il posto di erede al trono. Uccide le due gemelle figlie di Caterina, addossando poi la colpa a Claudia. Caterina la ucciderà dopo averlo scoperto, vendicandosi per le sue figlie, per Claudia e per Enrico.
- Clarissa (stagione 1, guest stagione 2), interpretata da Katie Boland.
Vera figlia primogenita di Caterina, la quale ne scorda l’esistenza, nata con una voglia sul viso, che era creduta simbolo del demonio, le viene rovinato il volto nel tentativo di togliere la macchia. Vive quindi nelle segrete e nei corridoi del castello, aiutando spesso Maria quando si trova nei guai. Quando scopre che Caterina è sua madre, ne rapisce i figli più piccoli per ucciderli. Viene trovata da Caterina e Maria, la quale la colpisce con un sasso sulla testa. Viene creduta morta, ma ritorna nella seconda stagione in cui viene salvata da Bash dal rogo, ma da cui viene poi anche uccisa per far sì che la profezia di Nostradamus non si realizzi.
- Cristiano, Duca di Guisa (stagione 1, guest stagione 2), interpretato da Gil Darnell.
Zio di Maria, mercenario a capo di un grande esercito.
- Enrico III di Francia (stagioni 1, 4), interpretato da Jackson Hodge-Carter (stagione 1) e Nick Slater (stagione 4).
Fratello di Francesco, salirà al trono dopo la morte di Carlo. È ambizioso e, a tratti, cinico ; si innamora anche lui di Nicole, che però morirà avvelenata fra le sue braccia.
- Olivia D'Amencourt (stagione 1), interpretata da Yael Grobglas.
Dama che aveva una relazione con Francesco. Viene catturata dai druidi e ferita gravemente. Viene curata poi da Nostradamus, del quale si innamora e con cui se ne andrà.
- Penelope (stagione 1), interpretata da Kathryn Prescott.
Serva della corte che trova un fagiolo nella torta e diventa regina per un giorno. Diventa amante di re Enrico e ne manipola il pensiero, facendo sì di essere regina al posto di Caterina. Viene poi cacciata dallo stesso Enrico, torna ad essere una serva.
- Lord Julien/Remy (stagione 1), interpretato da Giacomo Gianniotti.
Remy è il segretario di Lord Julien, che si finge il padrone dopo la morte di questo. Sposa Lady Lola, ma viene da lei lasciato quando viene scoperta la menzogna. Muore in un incendio.
- Delphine (stagioni 2-3), interpretata da Alexandra Ordolis. 
È una donna che possiede poteri magici e vive nel bosco. Diventa amante e confidente di Bash, e sarà lei a salvare la vita a Francesco, in cambio di quella di Maria di Guisa.
- Antonio di Navarra (stagione 2, guest stagione 3), interpretata da Ben Aldridge.
Re di Navarra e fratello di Luigi. Subdolo ed arrogante, cerca di convincere Lady Kenna a sposarlo, dicendole che sua moglie sta morendo. Fortunatamente Kenna rifiuterà, perché poco dopo la moglie di Antonio giunge a corte sana, ma incinta.
- Renaude (stagione 2), interpretato da Vince Nappo. 
Generale inizialmente al servizio di Francesco, e poi di Condé. Intraprende una breve relazione con Lady Kenna, ma verrà impiccato per avere tradito la corona.
- Amy Dudley (stagione 3), interpretata da Clara Pasieka.  
Moglie di Robert Dudley, è mentalmente instabile e fisicamente debole e malata. Soffre per i tradimenti del marito e morirà suicida lanciandosi dalle scale, per far ricadere la colpa su Robert o sulla regina Elisabetta.
- William (stagione 3), interpretato da Tom Everett Scott.  
Fidato consigliere della regina Elisabetta, verrà cacciato dalla corte quando la sovrana scopre che l'uomo è, in realtà, innamorato di lei.
- Nicholas (stagione 3), interpretato da Nick Lee.
- Don Carlos di Spagna (stagioni 3-4), interpretato da Mark Ghanimé.  
Pretendente di Maria dopo la morte di Francesco, avrà un incidente che gli provocherà un ritardo mentale.
- Christophe (stagione 3), interpretato da Nathaniel Middleton.  
Amante di Caterina, è un giovanissimo servitore che la regina eleverà a guardia reale. È crudele e avido, si scoprirà essere l'assassino che strappa il cuore alle vittime : prova infatti piacere nell'uccidere. Sarà lui ad uccidere Delphine.
- Leesa di Spagna (stagione 4), interpretata da Anastasia Phillips.  
Figlia di Caterina e moglie di Re Filippo II, è una regina dispotica e ambiziosa, profondamente cattolica. Per questo motivo vorrebbe sul trono francese suo fratello Enrico, cattolico, piuttosto che l'altro fratello, Carlo, che è invece protestante.
- Lady Lennox (stagione 4), interpretata da Nola Augustson.  
Madre di Lord Darnely e suocera di Maria, è una donna ambiziosa e crudele, che riesce molto bene a comandare il figlio.
- Bothwell (stagione 4), interpretato da Adam Croasdell.  
Viene presentato come il "leale guardiano", mettendo Maria a conoscenza della vera natura di Lord Darnely. È la guardia del corpo della regina, ed è innamorato di lei. La assisterà durante il parto. Sarà lui a uccidere Darnely. Diventerà il terzo marito di Maria. Era un buon amico anche di Davide Rizzio.
- Luc Narcisse (stagione 4), interpretato da Steve Lund.  
Marito di Claudia e figlio di Lord Narcisse, cerca in ogni modo di avvicinarsi alla moglie, essendo un uomo molto gentile e affettuoso, ma viene sempre respinto poiché Claudia è ancora innamorata di Leith. Alla fine se andrà.

## Episodi
| Stagione         | Episodi | Prima TV USA | Prima TV Italia |
| ---------------- | ------- | ------------ | --------------- |
| Prima stagione   | 22      | 2013-2014    | 2014            |
| Seconda stagione | 22      | 2014-2015    | 2015            |
| Terza stagione   | 18      | 2015-2016    | 2016            |
| Quarta stagione  | 16      | 2017         | 2018            |

## Riprese
La serie televisiva è girata tra Canada e Irlanda: i set televisivi sono a Toronto mentre per rappresentare il maniero della corte di Francia è stato scelto il Castello di Ashford.

## Accoglienza
La risposta critica a Reign è stata mista, con vari critici che hanno evidenziato l'attenzione dello spettacolo sul romanticismo e sul dramma adolescenziale invece che sull'accuratezza storica. Un certo numero di revisori lo ha paragonato a Gossip Girl, con un'enfasi simile sulla moda, il dramma e le buffonate da soap opera. La recensione dell'episodio pilota da parte del New York Times ha descritto Reign come un forte candidato come un "camp classico", definendolo divertente e riconoscendo le sue inesattezze storiche. Il recensore di The AV Club ha descritto lo spettacolo più come "una fanfiction di un universo alternativo che qualsiasi cosa che finga di avvicinarsi alla storia", definendo lo spettacolo campo e divertimento. Il Miami Herald ha descritto gli episodi di apertura dello show come "sorprendentemente divertenti", con il ritratto di Mary da parte di Adelaide Kane come "un'adolescente con una consapevolezza nascente che i suoi capricci reali possono avere conseguenze inaspettatamente cupe offre un'interessante interpretazione della tradizionale storia di formazione". La recensione di Flavorwire ha descritto lo show come "la fantastica realizzazione del desiderio di una principessa", un piacere colpevole che è rilassante da guardare e che la sua inesattezza storica è a suo vantaggio: "C'è qualcosa nell'abbandonare ogni pretesa di autenticità che dà a questa storia una leggerezza di cui ha assolutamente bisogno; la serietà assoluta non è qualcosa che funziona così bene al momento. come un'interessante partenza dagli altri spettacoli di The CW, ma lo ha descritto come bloccato in una carreggiata, rendendo difficile sostenere uno spettacolo che è "costruito su una premessa binaria: o Mary e Francis si stanno unendo o si stanno allontanando". Una recensione di un critico del Los Angeles Times è stata più critica, affermando che lo spettacolo "versione sexy del liceo con i cavalli" "non merita" il suo personaggio principale, che è descritto come un "imitazione di The Princess Diaries", ma ha riconosciuto che lo spettacolo è consapevole della sua posizione di piacere colpevole. Anche USA Today è critico, descrivendo lo show come una storia anacronistica e "smorzante" per amore dell'intrattenimento.

## Premi
- 2014 - People's Choice Awards
  - Miglior nuovo telefilm drammatico
- 2015 - Young Artist Awards[6]
  - Nomination Miglior performance in una serie televisiva - Giovane attrice guest star di anni 11-13 a Ella Ballentine